# Kaufmann und Maid
Kaufmann und Maid ist ein Lied, das ursprünglich als Teil einer Satire von Late Night Berlin gedacht war, später jedoch vom deutschen Popsänger Sasha gemeinsam mit Musikern der deutschen Mittelalter-Rock-Szene aufgenommen wurde.

## Entstehung und Artwork
Kaufmann und Maid wurde von Simon Frontzek (Tomte), Ben Metzner (dArtagnan), Rudi Meyer und Maximilian Williams geschrieben. Die offizielle Interpretation, laut dem Frontcover zur Single, erfolgte durch die Mittelalter-Rock-Bands und -Musiker dArtagnan, Feuerschwanz, Patty Gurdy, Saltatio Mortis, Subway to Sally und Tanzwut sowie durch den deutschen Popsänger Sasha, der bei diesem Projekt unter dem Pseudonym Sasha der Barde auftritt. Einige Online-Dienste führen auch die Band Schandmaul bei den Interpreten an, jedoch wird die Band weder auf dem Frontcover zur Single erwähnt, noch ist jemand an der Produktion beteiligt. Laut dem YouTube-Kanal von Saltatio Mortis soll die Mitwirkung von Schandmaul geplant gewesen sein, allerdings konnte die Band nicht zum Zeitpunkt der Produktion anwesend sein. Abgemischt und produziert wurde das Lied durch Simon Michael von Subway to Sally. Die Aufnahme sowie das Mastering erfolgte unter der Leitung von Christoph Beyerlein. Für die Instrumentation waren ebenfalls die teilnehmenden Musiker zuständig. So hört man unter anderem Gurdy an der Drehleier, Hans den Aufrechten an der E-Gitarre, Michael am Tamburin, Metzner an der Mandoline, Ally Storch an der Geige sowie Teufel am Dudelsack.
Auf dem schwarz-weißen Frontcover der Single sind – neben Künstlernamen und Liedtitel – jeweils ein Mitglied der teilnehmenden Bands sowie alle Solokünstler zu sehen. Es zeigt vom Betrachter aus gesehen von links nach rechts: Alea der Bescheidene (Saltatio Mortis), Teufel (Tanzwut), Patty Gurdy, Hans der Aufrechte (Feuerschwanz), Sasha, Simon Michael (Subway to Sally) und Ben Metzner (dArtagnan). Die Interpreten stehen im Vordergrund auf einer Wiese, während im Hintergrund Felsen, eine Kirche, ein Schloss, ein Vogelschwarm und ein Drache zu sehen sind.

## Veröffentlichung und Promotion
Die Erstveröffentlichung von Kaufmann und Maid erfolgte als Download und Streaming am 13. November 2020. Die Veröffentlichung erfolgte als Einzeltrack durch das Musiklabel We Love Music, der Vertrieb erfolgte durch Universal Music Publishing. Am 26. März 2021 erschien das Lied als Teil von dArtagnans viertem Studioalbum Feuer & Flamme (Helden Edition), womit es nach Griechischer Wein und An der Tafelrunde die dritte Singleauskopplung stellt. Es ist jedoch nur auf der CD-Variante enthalten, nicht auf den digitalen oder der Vinylplatte.

## Hintergrund
Entstehungsprozess
Kaufmann und Maid stammt ursprünglich aus der TV-Sendung Late Night Berlin mit Klaas Heufer-Umlauf, in der man in einer Satire vom 19. und 26. Oktober 2020 herausfinden wollte, wie weit Sasha mit seiner Musik gehen könne. Hierzu führte man eine fingierte Marktforschung mit elf Probanden durch, bei der man sechs Demoaufnahmen von angeblichen Sasha-Songs aus verschiedenen Genres spielte. Den Probanden wurde hierbei vorgegaukelt, dass sie echte, unveröffentlichte Aufnahmen von Sasha zu hören bekämen und dafür für das Musiklabel gefilmt würden. Während der Durchführung saß Sasha selbst mit Heufer-Umlauf in einem Nebenraum und beobachtete die Probanden.
Marktforschung
Die sechs vorgestellten Titel waren die Disconummer Bis in den Morgen (einstimmig negativ bewertet), der Mittelalter-Song Kaufmann und Maid (überwiegend positiv), der Popsong Auf euch (eine umgetextete Coverversion des Liedes Auf uns von Andreas Bourani) (überwiegend positiv), der Popsong Gefühlskarussell (ausschließlich negativ), der zwölfminütige Jazztitel Visions of Moments vom Sasha Jazz Ensemble, der nur aus einem Scat bestand (überwiegend positiv) und der Rap Am Pushen von S4$H4 (als schlechtesten Titel von allen bewertet). Nach der Bewertung des Raps lösten Heufer-Umlauf und Sasha die Situation vor den Teilnehmern auf.
Nachwirkungen
Nach Ausstrahlung gaben Heufer-Umlauf und sein Sidekick Jakob Lundt an, dass gegen ihren Willen ein Lied aus der Marktforschung „kultig“ geworden sei und zwar Bis in den Morgen, mit dem Sasha anschließend in der Show auftrat. Das Lied erschien letztendlich als Single mit Musikvideo unter dem Titel Party Party Party (Partyersatzsong) am 10. November 2020.
Im gleichen Interview bestätigte Sasha, dass sich einige namhafte Künstler der Mittelalter-Rock-Szene bei ihm gemeldet und Interesse daran gezeigt hätten, das Lied Kaufmann und Maid in einer Art „All-Star-Mittelalter-Rockband“ als Single mit Musikvideo aufnehmen zu wollen. Heufer-Umlauf verglich dies mit Heinos Projekt Mit freundlichen Grüßen. Sasha setzte ihm entgegen, dass er schon etwas Lust drauf habe und in einer Art Braveheart-Kostüm mit langen Haaren das ganze auch mal ausleben könne. Saltatio Mortis veröffentlichte einen Kommentar, in dem es hieß, dass sich einige Künstler der Mittelalterszene von diesem Humor begeistert zeigten. So kam es, dass der Produzent Simon Michael das ursprünglich einminütige Lied nach „allen Regeln der Mittelalterszene“ zu voller Länge arrangierte und mit Ben Metzner die Geschichte um den Kaufmann „Dideldei“ und die schöne „Dummdidudel“ zu Ende führte. Innerhalb weniger Stunden und Tage schlossen sich die hier teilnehmenden Bands und Musiker dem Projekt an.

## Inhalt
| „Und sie gingen in die Taverne. Und sie tranken edlen Met. Und sie träumten von der Ferne. Und sie sangen dieses Lied. Dummdidadeldudeldadeldummdidadeldei. Dummdidadeldudeldadeldudeldadeldei.“ – Refrain, Originalauszug | Der Liedtext zu Kaufmann und Maid ist in deutscher Sprache verfasst. Die Musik wurde gemeinsam von Simon Frontzek, Rudi Meyer und Maximilian Williams komponiert, letztgenannter schrieb zugleich den Text gemeinsam mit Ben Metzner. Williams schrieb hierbei die erste Strophe und den Refrain, Metzner die zweite und dritte Strophe. Musikalisch bewegt sich das Lied im Bereich des Mittelalter-Rock. Das Tempo beträgt 124 Schläge pro Minute. Die Tonart ist d-Moll. Inhaltlich geht es in dem Lied um die Liebesgeschichte um den Kaufmann „Dideldei“ und die Maid „Dummdidudel“ aus „Dummdidadeldei“. Aufgebaut ist das Lied auf drei Strophen und einem Refrain. Das Lied beginnt mit der ersten Strophe, die abwechselnd von Sasha, Alea dem Bescheidenen, Patty Gurdy und Ben Metzner gesungen wird. Auf die erste Strophe folgt erstmals der Refrain, an dessen Gesang alle Interpreten beteiligt sind. Der gleiche Vorgang wiederholt sich mit der zweiten Strophe, nur das diese durch Alea den Bescheidenen, Patty Gurdy und Ben Metzner interpretiert wird. Nach dem zweiten Refrain erfolgt die dritte Strophe, die durch dieselben Interpreten wie der erste Strophe gesungen wird. Das Stück endet daraufhin mit dem dritten Refrain, der in einer erweiterten Fassung dargeboten wird. Den Einleitungssatz „Und sie gingen in die Taverne“ singt zunächst Sasha alleine, ehe die restlichen Interpreten ab der zweiten Zeile einsteigen und fortan, wie schon zuvor, den Refrain gemeinsam singen. |

## Musikvideo
Das Musikvideo zu Kaufmann und Maid wurde am 4. und 5. November 2020 gedreht. Seine Premiere feierte es am 13. November 2020 auf YouTube und lässt sich in zwei Abschnitte unterteilen. Der erste Abschnitt zeigt Sasha, der zu Beginn mit verhülltem Haupt aus der Dusche steigt. Unter dem Handtuch kommt zunächst seine „wallende Haar-Matte“ zum Vorschein. Kurz darauf legt Sasha seine mittelalterliche Tracht, in Anlehnung an Braveheart, an und verlässt sein Hotel. Auf den Straßen von Charlottenburg-Wilmersdorf beobachtet er einen E-Scooter-Fahrer (Cameoauftritt von Regisseur Robin Biesenbach), den er daraufhin mit seinem Schwert verfolgt, kurze Zeit später fährt Sasha selbst mit dem besagten E-Scooter durch die Stadt. Hierbei trifft er auf Hans den Aufrechten und Simon Michael, mit denen er ab nun zusammen zu Fuß unterwegs ist. An einem Imbissstand treffen die drei schließlich auf Alea den Bescheidenen, Patty Gurdy, Ben Metzner und Teufel. Die Gruppe trinkt zusammen ein Bier, wobei Sasha sein Bier aus einem Trinkhorn trinkt. Es folgt eine letzte Szene, in der die Gruppe zu siebt durch die Straßen Berlins streift.
Der zweite Abschnitt zeigt die Interpreten, die das Lied auf dem Teufelsberg aufführen. Zwischendurch sind immer wieder kurze Szenen von einem Marionettenspiel zu sehen, in dem die Geschichte von „Dideldei“ und „Dummdidudel“ dargestellt wird. Man sieht die beiden Protagonisten unter anderem beim Geschlechtsverkehr oder der Niederkunft ihrer „13 Kinderlein“. Das Marionettenspiel stammt von Teufel und seinem Tanzwut Marionettentheater Theatrum Diaboli. Die Gesamtlänge des Videos beträgt 3:53 Minuten. Regie führten Robin Biesenbach von Saltatio Mortis und Simon Volz. Bis heute zählt das Musikvideo über zwei Millionen Aufrufe bei YouTube (Stand: September 2021).

## Mitwirkende
| Liedproduktion - Alea der Bescheidene: Begleitgesang, Gesang - Christoph Beyerlein: Mastering, Tonmeister - Simon Frontzek: Komponist - Patty Gurdy: Begleitgesang, Drehleier, Gesang - Hans der Aufrechte: Begleitgesang, E-Gitarre - Ben Metzner: Begleitgesang, Gesang, Liedtexter, Mandoline - Rudi Meyer: Komponist - Simon Michael: Abmischung, Begleitgesang, Musikproduzent, Tamburin - Sasha: Begleitgesang, Gesang - Ally Storch: Geige - Teufel: Begleitgesang, Dudelsack - Maximilian Williams: Komponist, Liedtexter | Musikvideo - Robin Biesenbach: Ausführender Produzent, Regisseur - Jonas Goldschmidt: Beleuchter - Simon Volz: Colorist, Filmeditor, Kameramann, Regisseur Unternehmen - Prometheus: Filmproduzent (Musikvideo) - Universal Music Publishing: Vertrieb - We Love Music: Musiklabel |

## Rezeption

### Rezensionen
- Stern.de ist der Auffassung, dass man dem Lied eine gewisse Eingängigkeit nicht absprechen könne. Der Text zu Kaufmann und Maid sei voller genretypischer Klischees, den das Nachrichtenportal als „ziemlichen Schmarrn“ beschrieb.[7]

- GfK Entertainment kürte Kaufmann und Maid zum „Song des Tages“ am 16. November 2020.[19]

- Das deutschsprachige Musikwebzine Mindbreed, ein E-Zine für Alternative-Musik, bezeichnete Kaufmann und Maid als „herrlich alberne Satire vom Feinsten, die auf gewohnt hohem musikalischem Niveau produziert wurde“.[20]

- Das Webzine Schwarzes Bayern wähle das Lied zu einem der „Musik-Tipps der Woche“.[21]

### Charts und Chartplatzierungen
Kaufmann und Maid verfehlte den Einstieg in die offiziellen Singlecharts, konnte sich jedoch mehrere Tage in den deutschen iTunes-Tagesauswertungen platzieren und erreichte dabei mit Rang vier seine höchste Chartnotierung am 14. November 2020. Darüber hinaus erreichte das Lied auch Rang eins der Amazon-Charts.